# Maurice Hurt
Sparrow Maurice Hurt Jr., detto Mo (Milledgeville, 8 settembre 1987), è un giocatore di football americano statunitense che gioca nel ruolo di offensive guard per i Washington Redskins della National Football League (NFL). Fu scelto nel corso del settimo giro (217º assoluto) del Draft NFL 2011. Al college ha giocato a football all’Università della Florida vincendo due campionati NCAA.

## Carriera professionistica

### Washington Redskins

#### 2011
Hurt fu scelto nel Draft 2011 dai Washington Redskins. Fu svincolato il 3 settembre 2011, ma firmò per la squadra di allenamento il giorno successivo. Il 19 ottobre, Hurt fu promosso nel roster. Nella settimana 9 contro i San Francisco 49ers debuttò nella NFL partendo come titolare. Hurt continuò a partire come guardia sinistra per il resto della stagione sostituendo l'infortunato Kory Lichtensteiger, fuori per tutta l'annata con un legamento rotto.

#### 2012
Durante il training camp, Hurt divise i minuti come guardia sinistra con Josh LeRibeus dopo l'operazione in artroscopia di Kory Lichtensteiger e come tackle destro con Tyler Polumbus e Willie Smith dopo che Jammal Brown non fu dichiarato in forma per praticare attività fisica. Dopo aver giocato come guardua di riserva per la maggior parte della stagione, Hurt partì come tackle destro titolare nella settimana 16 contro i Philadelphia Eagles dopo che Tyler Polumbus aveva subito una commozione cerebrale nella partita precedente.

## Vittorie e premi
Nessuno

## Statistiche
| Partite totali      | 21 |
| Partite da titolare | 9  |

Statistiche aggiornate alla stagione 2012